# مونتابونه
مونتابونه (به ایتالیایی: Montabone) یک کومونه در ایتالیا است که در استان آسته واقع شده‌است.

## خصوصیات
مونتابونه ۸٫۵ کیلومترمربع مساحت و ۳۵۷ نفر جمعیت دارد.